# Пеларко
Пеларко (исп. Pelarco) — посёлок в Чили. Административный центр одноимённой коммуны. Население — 1 822 человека (2002). Посёлок и коммуна входит в состав провинции Талька и области Мауле.
Территория — 332 км². Численность населения — 8 422 жителя (2017). Плотность населения — 25,4 чел./км².

## Расположение
Посёлок расположен в 20 км на восток от административного центра области, города Талька.
Коммуна граничит:
- на севере — c коммунами Сан-Рафаэль, Рио-Кларо
- на юге — c коммуной Сан-Клементе
- на западе — c коммуной Талька

## Демография
Согласно сведениям, собранным в ходе переписи 2017 г  Национальным институтом статистики (INE),  население коммуны составляет:
| Полное население                          | Полное население                          | Полное население                          | Полное население                          | Полное население                          | 8 422 |
| ----------------------------------------- | ----------------------------------------- | ----------------------------------------- | ----------------------------------------- | ----------------------------------------- | ----- |
| в том числе:                              | Городское население                       | 2 587                                     | Процент городского населения, %           | 30,72                                     |       |
|                                           | Сельское население                        | 5 835                                     | Процент сельского населения, %            | 69,28                                     |       |
|                                           | Мужское население                         | 4 231                                     | Процент мужского населения, %             | 50,24                                     |       |
|                                           | Женское население                         | 4 191                                     | Процент женского населения, %             | 49,76                                     |       |
| Плотность населения, чел/км²              | Плотность населения, чел/км²              | Плотность населения, чел/км²              | Плотность населения, чел/км²              | Плотность населения, чел/км²              | 25,4  |
| Население коммуны в % к населению области | Население коммуны в % к населению области | Население коммуны в % к населению области | Население коммуны в % к населению области | Население коммуны в % к населению области | 0,81  |